# Semaine sainte à Tarente

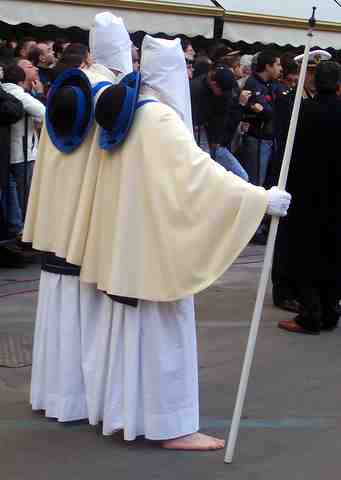
Perdune.

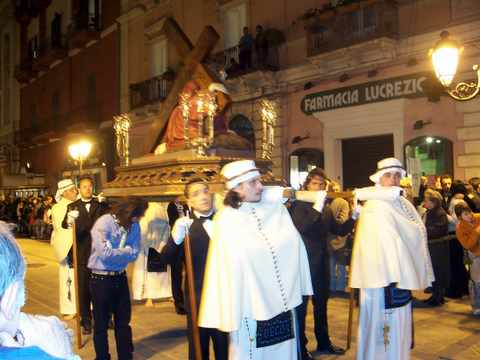
La procession des Mystères.

Les rites de la Semaine sainte à Tarente en Italie sont profondément enracinés dans le temps et dans l'âme des citadins. Les manifestations qui rappellent la Passion et la mort du Seigneur de la religion catholique ont beaucoup d'affinités avec celles de certaines villes d'Espagne, chose qui s'explique par la longue domination qu'exerça l'Espagne sur la ville.

## Déroulement
La Semaine sainte commence le dimanche qui précède Pâques — le dimanche des Rameaux —, en souvenir de l'entrée de Jésus à Jérusalem. Ce jour-là, après des offices religieux longs et compliqués, entre parents, amis, ou simplement entre voisins, on échange une petite branche d'olivier ou une palme tressée en forme de croix, comme symbole et gage de paix.
Les jours suivants, dans les églises, ont lieu des offices particuliers, complétés par des manifestations artistiques et religieuses rappelant la mort de Jésus.
Au début de l'après-midi, le Jeudi saint, deux religieux de l'ordre du Carmel sortent de l'église : c'est le premier poste qui commence le pèlerinage et visite le Sépulcre préparé dans chaque église, en suivant un rituel minutieux. À intervalles réguliers, d'autres couples de religieux, pieds nus, sortent de la même église, traversent la ville et entrent dans chaque église pour s'agenouiller devant le Sépulcre. Ces pèlerins à l'habit caractéristique par sa forme, ses couleurs et ses détails, le visage couvert d'un capuchon étroit, percé de deux trous correspondant aux yeux, sont appelés perdune, ils symbolisent les anciens fratres poenitentiae, à la recherche du Pardon de Dieu. 
À minuit, de l'église Saint-Dominique, sort la procession de l'Addolorata (la Mère des Douleurs).
Cette procession évocatrice rassemble une foule de fidèles. À pas très lents, semblables aux mouvements d'une berceuse, au son des marches funèbres et à la lueur tremblante des cierges, la procession se déroule en une marche longue et exténuante, qui se termine le Vendredi saint, après plus de douze heures de pèlerinage.
Quelques heures plus tard, de l'église du Carmel part la procession des Mystères, qui se déroula pour la première fois entre la fin du XVIIe siècle et le début du XVIIIe siècle, à l'initiative du noble tarentin Diego Calò. Aux premières images sacrées de Jésus mort et de la Bienheureuse Mère des Douleurs, s'en ajoutèrent six autres, au fil du temps. Dans une atmosphère de foi profonde, le cortège qui suscite une grande émotion traverse la ville pour se terminer à la nuit tombée.
Le Samedi saint est un jour de tristesse et de méditation jusqu'à minuit. C'est alors qu'après une grande cérémonie religieuse, les cloches se déchaînent, et leur carillon annonce que le Christ est ressuscité.